# Grajahua lopesi
Grajahua lopesi är en tvåvingeart som beskrevs av Artigas och Nelson Papavero 1991. Grajahua lopesi ingår i släktet Grajahua och familjen rovflugor. Inga underarter finns listade i Catalogue of Life.